# رايموند إف. كليفينغر
رايموند إف. كليفينغر هو محامي وسياسي أمريكي، ولد في 6 يونيو 1926 في شيكاغو في الولايات المتحدة، وتوفي في 29 مارس 2016 في آن آربر في الولايات المتحدة. نشط حزبياً في الحزب الديمقراطي. وقد انتخب عضو مجلس النواب الأمريكي ‏.